# Diocese da Cidade de Belize-Belmopan
A Diocese da Cidade de Belize-Belmopan (em latim:  Dioecesis Belizepolitanus-Belmopanus) é uma diocese de rito latino da Igreja Católica Romana na América Central. A diocese abrange a totalidade da ex-dependência britânica de Belize. A diocese é sufragânea da Arquidiocese de Kingston, e um membro da Conferência Episcopal das Antilhas.
Foi erigida como Prefeitura Apostólica das Honduras Britânicas em 1888, e elevado a Vicariato Apostólico em 1893. Seu nome foi mudado para Vicariato Apostólico de Belize em 1925, e foi elevado a diocese em 1956. Em 1983 o nome da diocese foi alterado para sua forma atual.
A principal igreja da diocese é a Catedral do Santo Redentor em Cidade de Belize. . Há também a Co-catedral de Nossa Senhora de Guadalupe em Belmopan.

## Líderes
|                | Nome                            | Período   | Notas                  |        |
| Bispos         | Bispos                          | Bispos    | Bispos                 | Bispos |
| -------------- | ------------------------------- | --------- | ---------------------- | ------ |
| 9°             | Lawrence Sydney Nicasio         | 2017-2024 | Faleceu no cargo       |        |
| 8º             | Dorick McGowan Wright           | 2006-2017 |                        |        |
| 7º             | Osmond Peter Martin             | 1983–2006 |                        |        |
| 6°             | Robert Louis Hodapp S.J.        | 1958–1983 |                        |        |
| 5º             | David Francis Hickey S.J.       | 1948–1957 |                        |        |
| 4º             | William A. Rice S.J.            | 1938–1946 |                        |        |
| 3°             | Joseph Aloysius Murphy S.J.     | 1923–1938 |                        |        |
| 2º             | Frederick Charles Hopkins S.J.  | 1899–1923 |                        |        |
| 1º             | Salvatore di Pietro, S.J.       | 1888–1898 |                        |        |
| Bispo auxiliar |                                 |           |                        |        |
|                | Christopher John Glancy, C.S.V. | 2012-2024 | Bispo auxiliar emérito |        |
|                | Dorick McGowan Wright           | 2001-2006 |                        |        |
|                | Osmond Peter Martin             | 1982-1983 |                        |        |